# Edifici Cortina
L'edifici Cortina situat en el carrer de Sorní, núm. 23 de la ciutat de València (València) és una obra amb destinació familiar, projectada per l'arquitecte José Maria Cortina Pérez per al seu germà Antonio. Es tracta d'un edifici medievalista construït en l'any 1905 sobre un dels solars que la família disposava en l'eixample de la València de 1900.
El projecte data de 1905, quan l'autor es troba en un dels seus millors moments professionals, amb diverses intervencions en aquesta zona de l'eixample, i defineix un compacte edifici de quatre alçades destinat a ús residencial. Disposa, d'altra banda, la planta baixa per a baixos comercials, d'acord amb el moment de desenvolupament que experimenta la classe comercial.

## Descripció
La mateixa definició de la parcel·la, amb la seua condició de xamfrà, ajudarà l'autor a desenvolupar tot el seu geni creador ordenant una façana amb un aspecte medieval i fantàstic. Es tracta d'un ampli xamfrà que cobrix pràcticament la totalitat del front, deixant escarides testeres en els seus extrems. Per la seua banda, aquesta mateixa posició del solar provoca unes bogues interiors en embut que converteixen la parcel·la en virtualment triangular.
Cortina aprofita aquesta situació per a definir una composició elegant i sòlida, amb l'ocupació de diferents elements que contribueixen a donar-li una sensació càlida i segura. Destaca la presència d'un ràfec molt marcat, així com el tractament dels cantons del xamfrà, que s'erigeixen en torrasses de la composició i són coronats amb els únics elements sobresortints del ràfec. Tot l'edifici s'impregna d'aqueix ambient medieval i fantàstic que caracteritza les seues obres anteriors, si bé en aquesta abandona en gran manera l'ornamentació fantàstica per elements que conferisquen una adscripció més moderna a l'edifici.
La composició de la façana, així, s'organitza en tres parts: una de central i dos extrems que ocupen els cantons simètricament. Cadascuna presenta, al seu torn, una perfecta simetria en la seua definició; el tram de façana a cada costat dels xamfrans és igual en longitud que les altres dues façanes. Els xamfrans, a més, es coronen en el seu centre per un frontó d'elevats pendents, que contribueix a l'aire fantàstic en major mesura.
Verticalment, la façana també es compon de tres parts significatives: la planta baixa, les dues plantes centrals, i l'última. Els buits col·laboren en l'ordenació de totes aquestes parts amb una successió d'una certa cadència. Únicament destaca el centre de la façana, on els buits s'agrupen de manera diferent, els tres en planta primera i solament dos en planta segona. Tota la fenestració consisteix en buits verticals fins al sòl, on apareix o no la balconada com a base, segons el lloc d'importància en el conjunt de la façana.
Els materials que la defineixen suposen una combinació de fragments de rajola rosada amb pedra blanca, i constitueix el primer l'armadura de la composició a manera de pilastres i llindes. D'aquesta forma, la rajola se situa a l'entorn dels dos cantons, així com la franja de coronació de l'edifici. Els diversos motius ornamentals, de tall naturalista o medieval, així com cornises i ressalts, reprenen el color arena per a contribuir a donar la unitat a l'edificació.
Destaca en la composició de la façana la decoració triada, en la qual s'observa una inspiració medievalista amb motius fantàstics que aporten la part naturalista de l'obra en els menuts detalls d'extrems de llindes, trencaaigües, caps de pilastres, dentat de cornisa i altres múltiples punts.